# 80
80 (LXXX) var ett skottår som började en lördag i den julianska kalendern.

## Händelser

### Okänt datum
- Kejsar Titus inviger den flaviska amfiteatern med hundra dagars spel.
- De första delarna av Lullingstonevillan byggs (omkring detta år).
- Det romerska styret över Britannien når floden Tyne och Solway Firth (omkring detta år).
- Den ursprungliga Pantheon i Rom förstörs av en brand tillsammans med många andra byggnader.
- Eifelakvedukten byggs för att föra vatten 95 km från Eifelregionen till Colonia Claudia Ara Agrippinensum (nuvarande Köln).
- Den romerska senaten får sin förste afrikanske medlem.
- Lukasevangeliet och Apostlagärningarna skrivs (omkring detta år).
- Heron uppfinner eolipilen, den första ångmaskinen.

## Födda
- Carpocrates, religiös filosof

## Avlidna
- Vologases II, kung av Partien
- Timotheus, biskop av Efesos (traditionellt årtal)
- Talhae, koreansk härskare av kungariket Silla